# Agenda für den Frieden
Die Agenda für den Frieden („agenda for peace“) wurde Juni 1992 vom damaligen Generalsekretär der Vereinten Nationen Boutros Boutros-Ghali veröffentlicht. Sie stellt die Konfliktverhütung in den Vordergrund und reagiert damit vor allem auf die (durch das Ende des Kalten Krieges) veränderte Lage der Weltpolitik. Durch Maßnahmen wie humanitäre Hilfe und präventive Diplomatie soll das Ausbrechen latent vorhandener Konflikte vermieden werden. Auf die Agenda für den Frieden geht auch die Gründung des „department of political affairs“ (DPA) zurück. Diese Hauptabteilung des UN-Sekretariats hat die Aufgabe, politische Entwicklungen in der ganzen Welt zu beobachten, um frühzeitig vor drohenden Konflikten warnen zu können.

## Handlungsebenen
Die Agenda für den Frieden ist eine Reform der Friedenssicherung. Sie besteht aus vier Handlungsebenen: Der vorbeugenden Diplomatie (preventive diplomacy), der Friedensschaffung (peace making) beziehungsweise Friedenserzwingung (peace enforcement), der Friedenssicherung (peace keeping) und der Friedenskonsolidierung (post conflict peace building).

### Vorbeugende Diplomatie

#### Mittel
- Diplomatische Gespräche / vertrauensbildende Maßnahmen
- Frühwarnsysteme (rechtzeitiger Hinweis auf Spannung)
- formelle Tatsachenermittlung
- vorbeugender UN-Truppeneinsatz
- vorsorgliche Einrichtung entmilitarisierter Zonen
- Drittpersonen als Zeugen

#### Ziele
- Entstehen von Streitigkeiten verhindern
- Ausbruch schwellender Konflikte verhindern
- ausgebrochene Konflikte schnell eingrenzen

### Friedensschaffung

#### Mittel
- Friedliche Mittel: Vermittlung; Verhandlungen; Schiedsspruch; Entscheidungen durch den internationalen Gerichtshof
- Gewaltlose Sanktionen: Wirtschaft- und Verkehrsblockaden; Abbruch der Beziehungen
- Friedensdurchsetzung: Speziell ausgebildete, ständig abrufbereite bewaffnete UN-Truppen
- Militärische Gewalt: Zur Aufrechterhaltung/Wiederherstellung des Weltfriedens und der internationalen Sicherheit, wenn alle friedlichen Mittel versagen.

#### Ziel
- Nach Ausbruch eines Konfliktes die feindlichen Parteien zu einer Einigung zu bringen.

### Friedenssicherung

#### Mittel
- Entsendung von Beobachtermissionen
- Einsatz von UN-Truppen zur:
  - Untersuchung von Grenzverletzungen;
  - Grenzkontrolle;
  - Beobachtung von Wahlen;
  - Überwachung von waffenstillstands- und Friedensvereinbarungen;
  - Bildung einer Pufferzone zwischen gegnerischen Mächten;
  - Wahrnehmung von Polizeiaufgaben;
  - Sicherung humanitärer Maßnahmen; usw.
- umfassendes Konfliktmanagement

#### Ziel
- Lage in einer Konfliktzone zu entschärfen und zu stabilisieren
- Einhaltung der Vereinbarungen zwischen den Konfliktparteien überwachen und durchsetzen

### Friedenskonsolidierung

#### Mittel
- Nach einem Konflikt innerhalb eines Landes:
  - Entwaffnung der feindlichen Parteien;
  - Wiederherstellung der öffentlichen Ordnung;
  - Einsammeln der Waffen;
  - Minenräumung;
  - Repatriierung von Flüchtlingen;
  - Ausbildung und Beratung von Sicherheitskräften;
  - Wahlüberwachung;
  - Schutz der Menschenrechte;
  - Reform oder Neuaufbau staatlicher Institutionen
- nach einem internationalen Krieg:
  - Gemeinsame Projekte, die der wirtschaftlichen und sozialen Entwicklung dienen und das gegenseitige Vertrauen stärken (Landwirtschaft, Energie- und Wasserwirtschaft, Verkehr usw.);
  - Abbau der Schranken zwischen Nationen durch Kulturaustausch, Reiseerleichterung und gemeinsame Jugend- und Bildungsprogramme

#### Ziel
- Konsolidierung des Friedens nach Beendigung eines Konflikts
- Konfliktparteien zum friedlichen Wiederaufbau anhalten

## Bedeutung für die heutige Zeit
Auch durch die Klärung zentraler Begrifflichkeiten hat die Agenda maßgeblich ein neues Verständnis von Friedenssicherung mitgeprägt. Sie ist bis heute gültiger konzeptioneller Rahmen jeglicher Reformbemühungen.